# Race 3
Гонки 3 - індійський хіндійський трилер фільму режисера Ремо Д'Оуза, який випускається під продюсуванням "Tips Films". Над картиною працювали - Аніл Капур, Сальман Хан, Боббі Деол, Жаклін Фернандес, Дейзі Шах і Сакіб Салейм і Фредді Дарувула. Це третя партія серії фільмів "Гонки". Фільм буде випущено 15 червня 2018 року.

### Зйомки
Зйомки фільму почалися 9 листопада 2017 в Мехбуб студії в Мумбаї. На час зйомок знімальна група переїхала з Бангкоку в Таїланді для своєї другої частини фільму. Після закінчення зйомок в Таїланді, командапереїхала до Абу-Дабі, де знімалась інша частина фільму. Зйомки в Абу-Дабі тривали 35 днів, охоплюючи Емірейтс Палас, Абу-Дабі, Санкт-Реджіс Абу-Дабі, Абу-Дабі, Національний Виставковий центр , а також пустелі. 

## Саундтрек
Над саундтреками фільму працювали Вишал Мішра, Вікі Раджа, Хардик Ачария, Шивай Вьяс, Алі Жако, Джаянта Патак і Гуріндер Сігал . Авторами слів є  Салман Кхан, Хардик Ачария, Шаббир Ахмед, Шлоки Шенки, Шивай Вьяс, Рімі Тодик та інші

## Зовнішні посилання
- Race 3 на сайті IMDb (англ.) (англ.)
- Race 3 [Архівовано 25 травня 2018 у Wayback Machine.] at Bollywood Hungama